# 37e cérémonie des David di Donatello
La 37e cérémonie des David di Donatello s'est déroulée le 6 juin 1992, au Capitole à Rome.

## Palmarès

### Meilleur film
- Il ladro di bambini de Gianni Amelio
- Maledetto il giorno che t'ho incontrato de Carlo Verdone
- Il muro di gomma de Marco Risi

### Meilleur réalisateur
- Gianni Amelio - Il ladro di bambini
- Marco Risi - Il muro di gomma
- Carlo Verdone - Maledetto il giorno che t'ho incontrato

### Meilleur réalisateur débutant
- Maurizio Zaccaro pour  Dove comincia la notte (it)
- Massimo Scaglione (it) pour Angeli a Sud (it)
- Giulio Base pour Crack (it)

### Meilleur scénariste
- Carlo Verdone et Francesca Marciano pour Maledetto il giorno che t'ho incontrato
- Gianni Amelio, Sandro Petraglia et Stefano Rulli (it) pour Il ladro di bambini
- Carmine Amoroso, Suso Cecchi D'Amico, Piero De Bernardi et Mario Monicelli pour Une famille formidable (Parenti serpenti)
- Sandro Petraglia, Andrea Purgatori (it) et Stefano Rulli (it) pour Il muro di gomma

### Meilleur producteur
- Angelo Rizzoli (it) pour Il ladro di bambini
- Claudio Bonivento (it) pour Le Cercle des intimes (Il proiezionista)
- Giovanni Di Clemente pour Une famille formidable (Parenti serpenti)

### Meilleure actrice
- Giuliana De Sio pour Cattiva
- Margherita Buy pour Maledetto il giorno che t'ho incontrato
- Francesca Neri pour Je croyais que c'était de l'amour (Pensavo fosse amore... invece era un calesse)

### Meilleur acteur
- Carlo Verdone pour Maledetto il giorno che t'ho incontrato
- Enrico Lo Verso pour Il ladro di bambini
- Gian Maria Volonté pour Una storia semplice

### Meilleure actrice dans un second rôle
- Elisabetta Pozzi pour Maledetto il giorno che t'ho incontrato
- Angela Finocchiaro pour Il muro di gomma
- Cinzia Leone pour Donne con le gonne

### Meilleur acteur dans un second rôle
- Angelo Orlando pour Je croyais que c'était de l'amour (Pensavo fosse amore... invece era un calesse)
- Giancarlo Dettori (it) pour Maledetto il giorno che t'ho incontrato
- Giorgio Gaber pour Rossini! Rossini!

### Meilleur directeur de la photographie
- Danilo Desideri (it) pour Maledetto il giorno che t'ho incontrato
- Tonino Nardi (it) et Renato Tafuri pour Il ladro di bambini
- Ennio Guarnieri pour Le Cercle des intimes (Il proiezionista)

### Meilleur musicien
- Franco Piersanti pour Il ladro di bambini
- Francesco De Gregori pour Il muro di gomma
- Pino Daniele pour Je croyais que c'était de l'amour (Pensavo fosse amore... invece era un calesse)

### Meilleur décorateur
- Carlo Simi pour Bix
- Andrea Crisanti pour Il ladro di bambini
- Ezio Frigerio pour Le Cercle des intimes (Il proiezionista)

### Meilleur créateur de costumes
- Lina Nerli Taviani pour Rossini! Rossini!
- Enrica Barbano (it) pour Cattiva
- Gianna Gissi (it) pour Il ladro di bambini

### Meilleur monteur
- Antonio Siciliano (it) pour Maledetto il giorno che t'ho incontrato (ex aequo)
- Simona Paggi (it) pour Il ladro di bambini (ex aequo)
- Claudio Di Mauro (it) pour Il muro di gomma

### Meilleur son
- Gaetano Carito (it) pour Il muro di gomma
- Remo Ugolinelli (it) pour Johnny Stecchino
- Gianni Zampagni pour Una storia semplice
- Alessandro Zanon (it) pour Il ladro di bambini

### Meilleur film étranger
- Épouses et Concubines de Zhang Yimou
- Ombres et Brouillard (Shadows and Fog) de Woody Allen
- Thelma et Louise de Ridley Scott

### Meilleure actrice étrangère
- Geena Davis pour Thelma et Louise (Thelma & Louise) (ex aequo)
- Susan Sarandon pour Thelma et Louise (Thelma & Louise) (ex aequo)
- Gong Li pour Épouses et Concubines

### Meilleur acteur étranger
- John Turturro pour Barton Fink
- Woody Allen pour Ombres et Brouillard (Shadows and Fog)
- Michel Bouquet pour Toto le héros
- Robert De Niro pour Les Nerfs à vif (Cape Fear)

### David Luchino Visconti
- Ermanno Olmi

### David Spécial
- Giuseppe Ieracitano et Valentina Scalici enfants interprètes de Il ladro di bambini
- Johnny Stecchino pour son grand succès critique et public